# Río Piray
Río Piray är ett vattendrag i Bolivia.   Det ligger i departementet Santa Cruz, i den centrala delen av landet, 300 km nordost om huvudstaden Sucre.
Omgivningarna runt Río Piray är en mosaik av jordbruksmark och naturlig växtlighet. Runt Río Piray är det ganska glesbefolkat, med 23 invånare per kvadratkilometer.